# Observatorul Roque de los Muchachos
Observatorul Roque de los Muchachos este un observator astronomic de pe insula La Palma, Canare, Spania. A fost inaugurat de Regele și Regina Spaniei în 1985 și aparține de Instituto de Astrofísica de Canarias.

## Telescoape / Observatoare
Insula spaniolă găzduiește cea mai importantă colecție de telescoape și observatoare din întreaga lume, din emisfera nordică, cu excepția insulelor Hawaii, care au un alt amestec de telescoape. Gran Telescopio Canarias, cu 10,4 metri, este cel mai mare telescop optic cu o singură oglindă (nesintetic) din lume.
- Carlsberg Meridian Telescope (1984–2013)
- Dutch Open Telescope
- First G-APD Cherenkov Telescope (FACT) (2011– )[1]
- Galileo National Telescope
- Gran Telescopio Canarias (2007– )
- Gravitational-wave Optical Transient Observer (GOTO-N)[2]
- HEGRA
- Isaac Newton Telescope
- Jacobus Kapteyn Telescope
- Liverpool Telescope (2003– )[3]
- MAGIC
- MASCARA
- Mercator Telescope
- Nordic Optical Telescope
- Swedish Solar Telescope
- Wide Angle Search for Planets (WASP)
- William Herschel Telescope
- European Solar Telescope (În proiect)